# Giverny
Cet article possède un paronyme, voir Cheverny.
Giverny est une commune française située dans le département de l'Eure en région Normandie. Elle est surtout connue pour la maison et les jardins du peintre impressionniste Claude Monet (1840-1926).
Ses habitants sont appelés les Givernois.

## Géographie

### Localisation
Giverny est une commune de l'extrême est du département de l'Eure, limitrophe de celui des Yvelines et proche de celui du Val-d'Oise. Elle appartient à la région naturelle du Vexin bossu qui se caractérise par les multiples sillons qui ont creusé le plateau et offre un paysage très ondulé entre les vallons secs affluents de l’Epte. À vol d'oiseau, la commune est à 3,5 km à l'est de Vernon, à 16,5 km au nord-ouest de Mantes-la-Jolie, à 28 km à l'est d'Évreux et à 51 km au sud-est de Rouen.
| Vernon                                  | Vernon, Bois-Jérôme-Saint-Ouen |                            |
| Vernon, Notre-Dame-de-la-Mer (Yvelines) | Giverny                        | Bois-Jérôme-Saint-Ouen     |
| Notre-Dame-de-la-Mer (Yvelines)         | Limetz-Villez (Yvelines)       | Sainte-Geneviève-lès-Gasny |

### Voies de communication et transports
Le sentier de grande randonnée 2 (GR2) passe par la commune.

### Hydrographie
La commune est située dans le bassin Seine-Normandie. Elle est drainée par l'Epte, un bras de la Seine, des bras de l'Epte et divers autres petits cours d'eau,.
L'Epte, d'une longueur de 113 km, prend sa source dans la commune de Compainville et se jette  dans la Seine à Notre-Dame-de-la-Mer, après avoir traversé 44 communes.

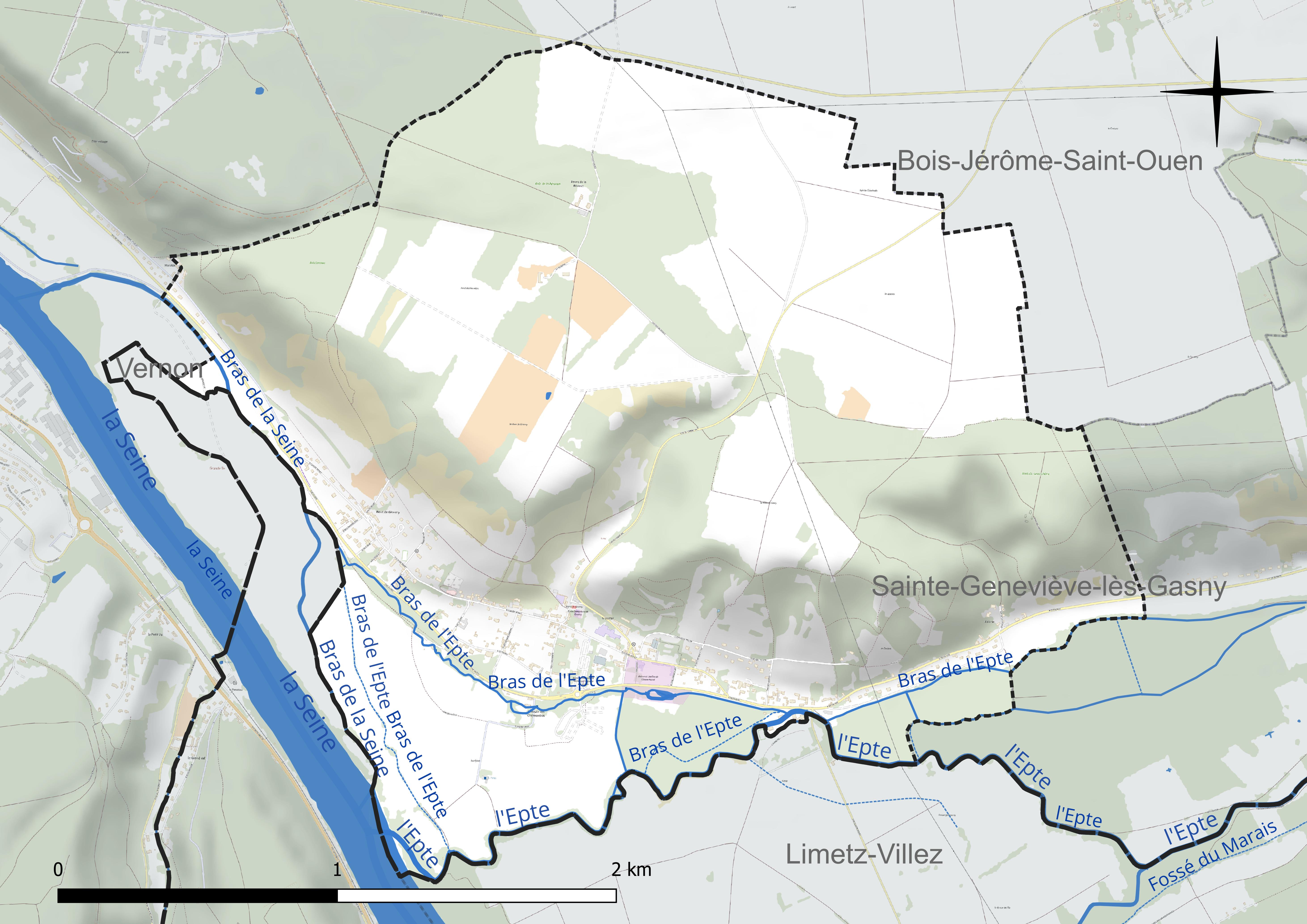
Réseau hydrographique de Giverny.

### Climat
Pour des articles plus généraux, voir Climat de la Normandie et Climat de l'Eure.
En 2010, le climat de la commune est de type climat océanique dégradé des plaines du Centre et du Nord, selon une étude du CNRS s'appuyant sur une série de données couvrant la période 1971-2000. En 2020, Météo-France publie une typologie des climats de la France métropolitaine dans laquelle la commune est exposée à un climat océanique et est dans la région climatique  Sud-ouest du bassin Parisien, caractérisée par une faible pluviométrie, notamment au printemps (120 à 150 mm) et un hiver froid (3,5 °C). Parallèlement le GIEC normand, un groupe régional d’experts sur le climat, différencie quant à lui, dans une étude de 2020, trois grands types de climats pour la région Normandie, nuancés à une échelle plus fine par les facteurs géographiques locaux. La commune est, selon ce zonage, exposée à un « climat des plateaux abrités », correspondant aux plaines agricoles de l’Eure, avec une pluviométrie beaucoup plus faible que dans la plaine de Caen en raison du double effet d’abri provoqué par les collines du Bocage normand et par celles qui s’étendent sur un axe du Pays d'Auge au Perche.
Pour la période 1971-2000, la température annuelle moyenne est de 10,9 °C, avec  une amplitude thermique annuelle de 14,8 °C. Le cumul annuel moyen de précipitations est de 705 mm, avec 11,8 jours de précipitations en janvier et 7,9 jours en juillet. Pour la période 1991-2020, la température moyenne annuelle observée sur la station météorologique la plus proche, située sur la commune de Magnanville à 16 km à vol d'oiseau, est de 11,6 °C et le cumul annuel moyen de précipitations est de 641,5 mm,. Pour l'avenir, les paramètres climatiques de la commune estimés pour 2050 selon différents scénarios d’émission de gaz à effet de serre sont consultables sur un site dédié publié par Météo-France en novembre 2022.

## Urbanisme

### Typologie
Au 1er janvier 2024, Giverny est catégorisée commune rurale à habitat dispersé, selon la nouvelle grille communale de densité à 7 niveaux définie par l'Insee en 2022.
Elle est située hors unité urbaine. Par ailleurs la commune fait partie de l'aire d'attraction de Paris, dont elle est une commune de la couronne,. 

### Occupation des sols
L'occupation des sols de la commune, telle qu'elle ressort de la base de données européenne d’occupation biophysique des sols Corine Land Cover (CLC), est marquée par l'importance des territoires agricoles (58,9 % en 2018), en diminution par rapport à 1990 (62,2 %). La répartition détaillée en 2018 est la suivante : 
terres arables (31,7 %), forêts (29,6 %), prairies (26,9 %), zones urbanisées (8,6 %), milieux à végétation arbustive et/ou herbacée (2,8 %), zones agricoles hétérogènes (0,3 %), eaux continentales (0,1 %). L'évolution de l’occupation des sols de la commune et de ses infrastructures peut être observée sur les différentes représentations cartographiques du territoire : la carte de Cassini (XVIIIe siècle), la carte d'état-major (1820-1866) et les cartes ou photos aériennes de l'IGN pour la période actuelle (1950 à aujourd'hui).

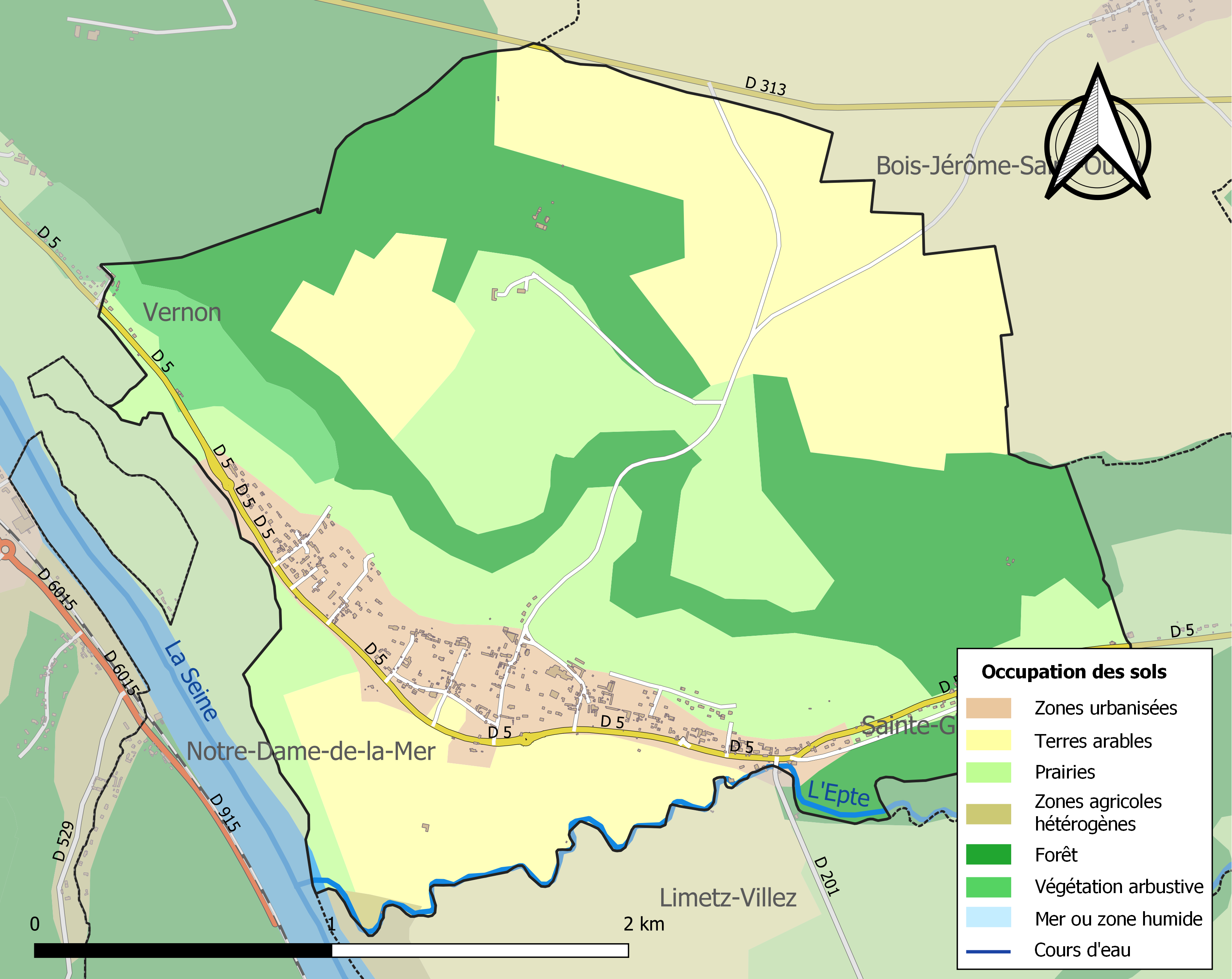
Carte des infrastructures et de l'occupation des sols de la commune en 2018 (CLC).

## Toponymie
Le nom de la localité est attesté sous les formes Giverniacum vers 1025 ou Givernacus vers 1026 (charte de Richard II), Givernei en 1055 - 1066 (Fauroux 210), Gyverni en 1271 (livre des jurés de Saint-Ouen), Giverneium en 1225, Giverne en 1227, Juverneium en 1251, S. Radegunde de Giverniaco en 1274, Gyverny en 1276 (archives de la Seine-Inférieure, fonds de Saint-Ouen).
Il s'agit d'un nom de domaine gaulois ou gallo-roman *GABRINIACU, composé avec le suffixe *-(I)ACU « lieu de, propriété de », autrement -acon en gaulois, qui remonte au proto-celtique *-āko(n). Pour expliquer le premier élément GABRIN(I)- François de Beaurepaire et à sa suite, René Lepelley suggèrent le nom de personne bas latin *Gabrinius (non attesté) pour le premier et Gabrinus pour le second, et que l'on retrouverait dans Givraines (Loiret),. Le [ʒ] initial au lieu du [g] normanno-picard, s'explique par la situation de Giverny au sud de la ligne Joret. Xavier Delamarre mentionne effectivement le nom de personne gaulois ou gallo-roman Gabrinus, dérivé du gaulois gabros, gabra « chevreuil », « chèvre » (cf. vieil irlandais gabor « bouc » ; gallois gafr « chèvre » ; vieux breton gabr → breton gaor « chèvre »). On peut considérer alors qu'il s'agit de l’anthroponyme Gabrinus, suivi du suffixe -i-acum, forme allongée d’-acum, d'où le sens global de « propriété de Gabrinus ».
Le thème gabro- se retrouve dans Gevry, Givry, Gièvres, Gabriac, etc.
Par contre, l'équivalent basé sur le nom latin de la chèvre, caper, d'où Caprinus, Caprinius se retrouve dans les Cheverny, Chevregny (Aisne, Capriniacum 893).
Remarque : les formes anciennes Warnacus en 671, Wariniacus en 863 ont été attribuées à Giverny par Ernest Poret de Blosseville dans son Dictionnaire Topographique de l'Eure, alors qu'elles se rapportent vraisemblablement à Guerny, situé à 25 km de là, c'est la raison pour laquelle elles sont rejetées par François de Beaurepaire et René Lepelley. Malgré leur peu de compatibilité phonétique avec l'évolution en Giverny, elles ont été reprises par Albert Dauzat dans son ouvrage Dictionnaire étymologique des Noms de lieux en France et à sa suite par Ernest Nègre dans sa Toponymie générale de la France. Le premier conscient du problème, ajoute prudemment après avoir proposé l'anthroponyme germanique Warin (+ -iacum) « qui a dû se croiser au Xe siècle avec un autre nom », le second lui emboite le pas en supposant une hypothétique attraction d'un nom comme Gibertus.

## Histoire

### Des origines à la révolution française
La paroisse a été fondée sous les Mérovingiens et l'église placée sous le vocable de sainte Radegonde.
En 863, le roi Charles II le Chauve reconnaissait aux moines de l'abbaye de Saint-Denis-le-Ferment la possession de Giverny.
Au XIe siècle, le fief et l'église de Giverny revinrent à l'abbaye de Saint-Ouen à Rouen. Au Moyen Âge, plusieurs seigneurs se succédèrent mais ils restaient toujours les vassaux du prieur de Saint-Ouen. Il existait alors plusieurs monastères, dont l'un qui était situé à l'emplacement de la maison dite le Moûtier. On relèvera que la propriété dite La Dîme doit, elle, son nom à une grange dîmière qui servait de lieu de perception de l'impôt à l'abbaye jusqu'à la Révolution. Il s'y trouvait aussi une léproserie.
À la Révolution, c'est la famille Le Lorier qui possédait les terres de Giverny. Monsieur Le Lorier fut d'ailleurs le premier maire du village en 1791.

### L'impressionnisme
En 1883, Claude Monet s'installe dans le village, dans une maison qu'il loue puis achète en 1890. Il en modifie la forme et réaménage complètement le verger en jardin fleuri. Il fera creuser en 1893, sur un bras de l'Epte, le bassin aux nénuphars au bord duquel il peindra les « Nymphéas ». Mort le 5 décembre 1926, il est enterré dans le cimetière qui jouxte l'église.
À la même époque, plusieurs peintres, notamment américains (par exemple Mary Fairchild), s'installent au village. Certains deviennent amis avec Claude Monet.

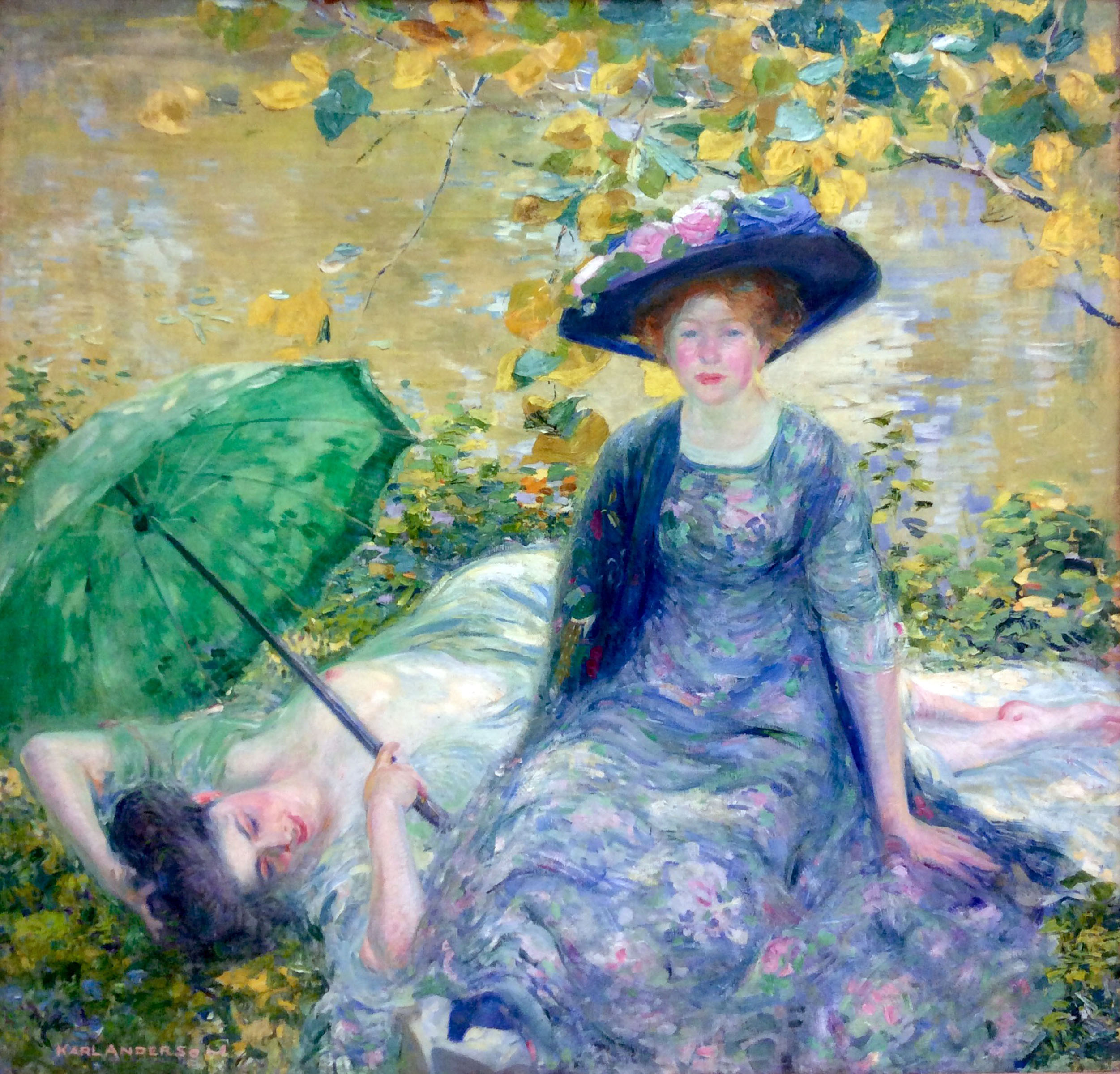
Les Oisives, vers 1915
Karl James Anderson
Musée d'art Brauer, Valparaiso

Au début du XXe siècle la concentration d'américains est toujours plus forte avec l'arrivée d'une troisième génération d'artistes qui privilégient les figures féminines dans des scènes d'extérieur, tels que Richard Miller et Karl James Anderson. Anderson fait une longue visite dans cette colonie d’artistes à l’été 1909, invité par le peintre américain Frederick Frieseke. Influencé par le style impressionniste décoratif de son ami et par l’accent mis sur la figure féminine, Anderson peint de jolis modèles dans des décors extérieurs ensoleillés, travaillant souvent dans le jardin de Frieseke. Une grande partie de son temps fut consacrée à The Idlers (Les Oisives) en août 1909 (Valparaiso University Museum of Art), l'une de ses peintures les plus connues qui remporta une médaille d'argent à l'exposition internationale Carnegie de 1910.
En 2001, meurt Gérald van der Kemp qui a rénové la maison et les jardins de Monet. Il est enterré non loin de ces derniers.

### Le postimpressionnisme
Beaucoup d'artistes américains au cours du XXe siècle apparentés au courant postimpressionniste comme Berck ont peint à Giverny à partir de 1890. Amorcée dès la fin du XIXe siècle, l'époque connaît l'implantation d'une colonie américaine de Giverny.

### Évolution récente
En 2020, le restaurateur gastronomique de renommée internationale David Gallienne ouvre son restaurant de cuisine normande à Giverny.
En 2021, l'échec du véhicule automatique fonctionnant par intelligence artificielle entre Vernon et Giverny coûte près de 300 000 euros aux deux communes.
En 2022, plantation sur les hauteurs de Giverny de six mille pieds de vigne près de l'église Sainte-Radegonde Parallèlement, à but écologique et touristique un retour à l'agriculture ante révolution industrielle à Giverny avec traction animale et sans utilisation de pesticide à Giverny. L'exposition Rothko à Giverny et sa comparaison avec Claude Monet au musée des Impressionnismes de Giverny rencontre un important succès.
En 2023, l'association culturelle de Giverny et de Vernon "Le Bateau-atelier" va organiser les premières balades écocitoyennes[Quoi ?].

### Représentations de Giverny par Claude Monet
| Tableau | Titre                                                                        | Date      | Dimensions   | Lieu d’exposition                                     |
| ------- | ---------------------------------------------------------------------------- | --------- | ------------ | ----------------------------------------------------- |
|         | Coucher du Soleil à Giverny                                                  | 1883      |              | non précisé                                           |
|         | Entrée de Giverny en hiver, soleil couchant                                  | 1885      | 65 × 81 cm   | Collection privée                                     |
|         | Paysage d'hiver au val de Falaise (Giverny) (W975)                           | 1885      | 65 × 81 cm   | Collection privée                                     |
|         | Dans le bois de Giverny, Blanche Hoschedé à son chevalet avec Suzanne lisant | 1885      | 91 × 98 cm   | Musée d'art du comté de Los Angeles                   |
|         | Champ de coquelicots dans un creux près de Giverny                           | 1885      | 65 × 81 cm   | Musée des beaux-arts de Boston                        |
|         | Champ de coquelicots à Giverny                                               | 1885      | 60 × 73 cm   | Musée des beaux-arts de Virginie, Richmond (Virginie) |
|         | Meules à Giverny                                                             | 1886      | 60 × 81 cm   | Musée de l'Ermitage, Saint-Pétersbourg                |
|         | En Norvégienne. La barque à Giverny                                          | 1887      | 69 × 80 cm   | Musée d'Orsay, Paris                                  |
|         | La Barque                                                                    | 1887      | 146 × 133 cm | Musée Marmottan, Paris                                |
|         | Sous les peupliers, effet de soleil                                          | 1887      | 74× 93 cm    | Staatsgalerie (Stuttgart)                             |
|         | Peupliers à Giverny                                                          | 1888      | 93 × 74 cm   | Museum of Modern Art (New York)                       |
|         | Courbe de l'Epte                                                             | 1888      |              | Philadelphia Museum of Art                            |
|         | Le Pré à Giverny, soleil levant                                              | 1888      |              | Musée de l'Ermitage (Saint-Pétersbourg)               |
|         | Canoé sur l'Epte                                                             | 1890      | 133 × 145 cm | São Paulo Museum of Art                               |
|         | Champ d'avoine aux coquelicots                                               | vers 1890 | 65 × 92 cm   | Musée d'art moderne et contemporain de Strasbourg     |
|         | Champ de coquelicots à Giverny                                               | 1891      | 61 × 96 cm   | Art Institute of Chicago                              |
|         | Prairie à Giverny                                                            | 1894      | 73 × 92 cm   | Musée d'art de l'université de Princeton              |
|         | Jeunes femmes de Giverny, effets de soleil                                   | 1894      |              | Musée d'Israël (Jérusalem)                            |
|         | Inondation à Giverny                                                         | 1896      |              | Ny Carlsberg Glyptotek, Copenhague                    |
|         | La Seine à Giverny                                                           | 1897      | 73 × 92 cm   | National Gallery of Art, Washington                   |
|         | Matin sur la Seine, beau temps                                               | 1897      | 89 × 92 cm   | Maison-Blanche, Washington                            |
|         | Bras de Seine près de Giverny                                                | 1897      | 73 × 93 cm   | Musée d'Orsay, Paris                                  |
|         | Bras de Seine près de Giverny                                                | 1897      | 81 × 92 cm   | Musée des beaux-arts de Boston                        |
|         | Matin sur la Seine (W1499)                                                   | 1898      | 73 × 91 cm   | Musée national de l'art occidental (Tokyo)            |

En 1992, la Terra Foundation for American Art inaugure le musée d'art américain qui devient le musée des impressionnismes Giverny en 2009.
En 1996, Giverny reçoit la visite de Hillary Clinton, épouse du président des États-Unis et en 2007 celle de l'empereur du Japon Akihito.

## Politique et administration
| Période                                  | Période  | Identité       | Étiquette      | Qualité                                                                   |
| ---------------------------------------- | -------- | -------------- | -------------- | ------------------------------------------------------------------------- |
| 1945                                     | 1953     | René Mayer     | Rad.           | Président du Conseil, ministre, conseiller général, député de Constantine |
| 1953                                     | 1963     | Suzanne Legé   | Sans étiquette | Directrice de maison de repos                                             |
| mars 1963                                | 1983     | Bernard Berche | UDF            | agriculteur                                                               |
| mars 1983                                | 1989     | François Lamy  | UDF            | chirurgien                                                                |
| mars 1989                                | 1993     | Bernard Berche | UDF            | agriculteur                                                               |
| mars 1993                                | 2008     | Guy Colombel   | PS             | Conducteur de travaux                                                     |
| mars 2008                                | en cours | Claude Landais | DVD            | Directeur de logistique retraité                                          |
| Les données manquantes sont à compléter. |          |                |                |                                                                           |

## Population et société

### Démographie
L'évolution du nombre d'habitants est connue à travers les recensements de la population effectués dans la commune depuis 1793. Pour les communes de moins de 10 000 habitants, une enquête de recensement portant sur toute la population est réalisée tous les cinq ans, les populations de référence des années intermédiaires étant quant à elles estimées par interpolation ou extrapolation. Pour la commune, le premier recensement exhaustif entrant dans le cadre du nouveau dispositif a été réalisé en 2007.

En 2022, la commune comptait 448 habitants, en évolution de −10,76 % par rapport à 2016 (Eure : −0,25 %, France hors Mayotte : +2,11 %).
| 1793 | 1800 | 1806 | 1821 | 1831 | 1836 | 1841 | 1846 | 1851 |
| ---- | ---- | ---- | ---- | ---- | ---- | ---- | ---- | ---- |
| 422  | 430  | 327  | 407  | 396  | 417  | 406  | 378  | 348  |

| 1856 | 1861 | 1866 | 1872 | 1876 | 1881 | 1886 | 1891 | 1896 |
| ---- | ---- | ---- | ---- | ---- | ---- | ---- | ---- | ---- |
| 334  | 354  | 340  | 328  | 306  | 279  | 277  | 305  | 291  |

| 1901 | 1906 | 1911 | 1921 | 1926 | 1931 | 1936 | 1946 | 1954 |
| ---- | ---- | ---- | ---- | ---- | ---- | ---- | ---- | ---- |
| 250  | 313  | 273  | 243  | 309  | 298  | 276  | 304  | 372  |

| 1962 | 1968 | 1975 | 1982 | 1990 | 1999 | 2006 | 2007 | 2012 |
| ---- | ---- | ---- | ---- | ---- | ---- | ---- | ---- | ---- |
| 363  | 386  | 509  | 502  | 548  | 524  | 508  | 506  | 501  |

| 2017 | 2022 | - | - | - | - | - | - | - |
| ---- | ---- | - | - | - | - | - | - | - |
| 494  | 448  | - | - | - | - | - | - | - |

### Événements
- Salon international du pastel (art du pastel en France) chaque année fin mai-début juin
- Musique de chambre à Giverny (festival international de musique de chambre fin août-début septembre)
- Festival de Giverny, festival de musiques actuelles, présente des auteurs compositeurs interprètes. Courant septembre.
- La Normandie et le Monde de l'Art, festival international de cinéma de Vernon (début juillet, au musée des impressionnismes).
- Rock in the Barn, festival [Quand ?] de musiques actuelles.

## Culture locale et patrimoine

### Lieux et monuments

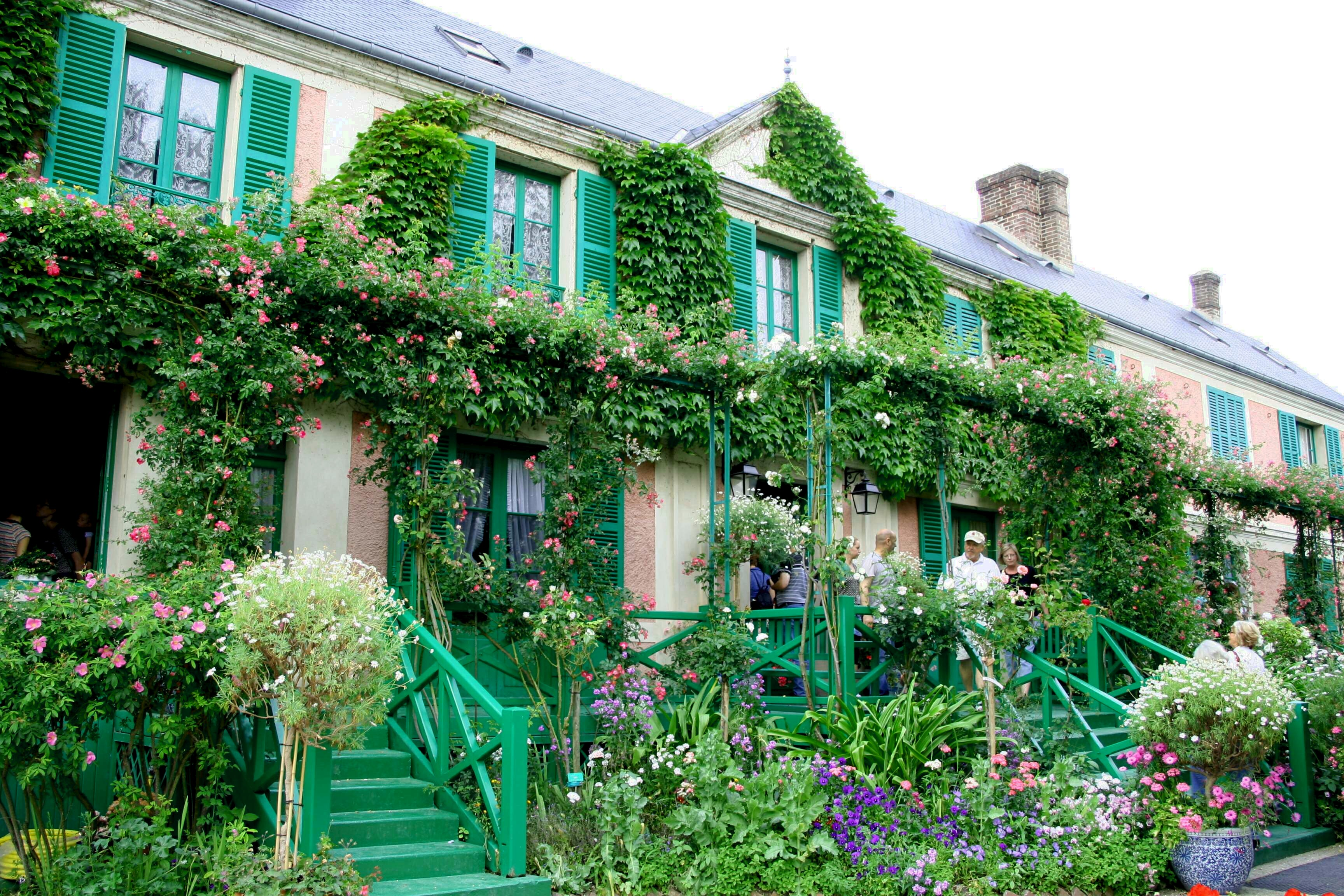
La maison de Claude Monet vue du jardin

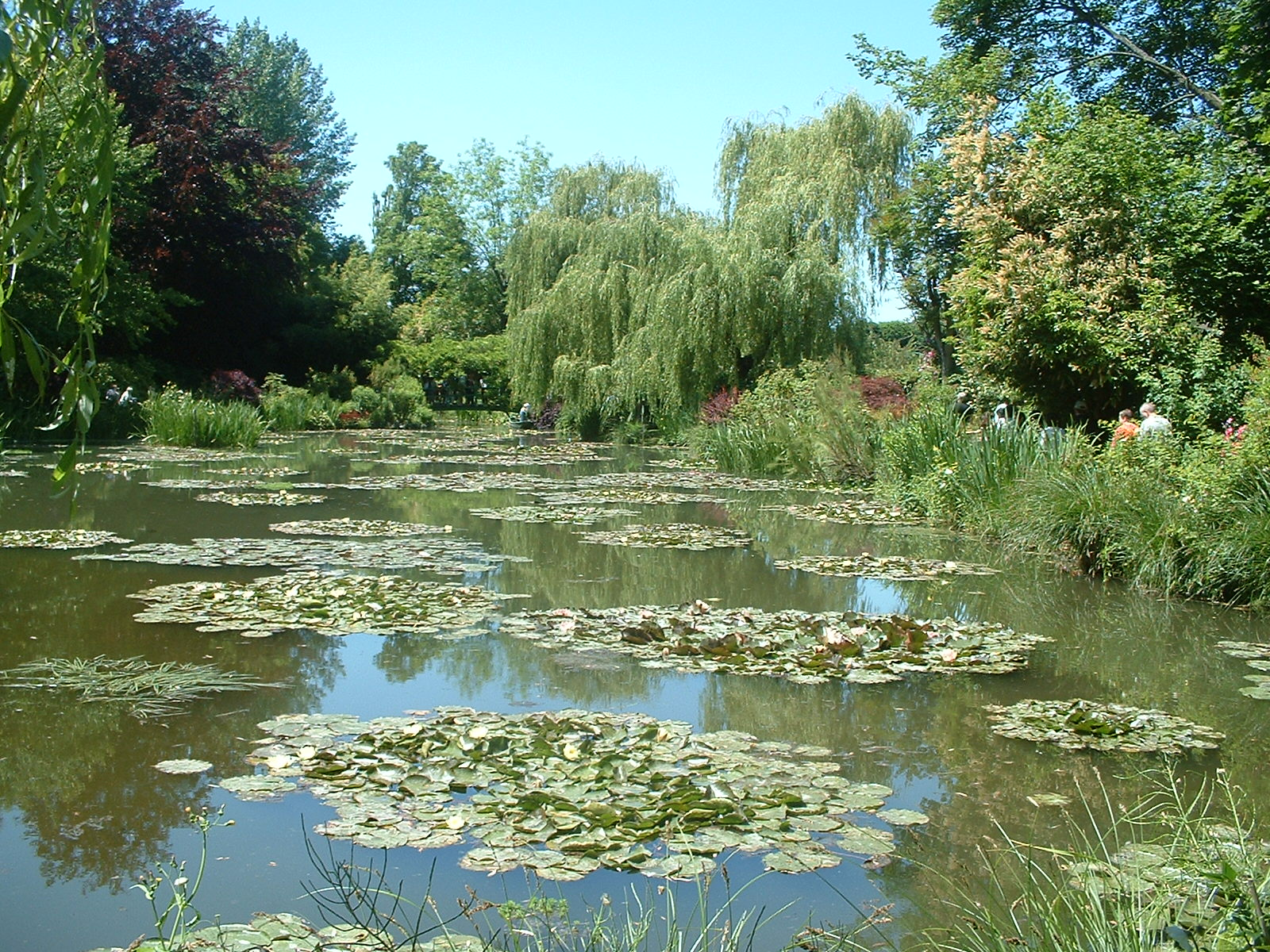
Le bassin aux nymphéas de Claude Monet

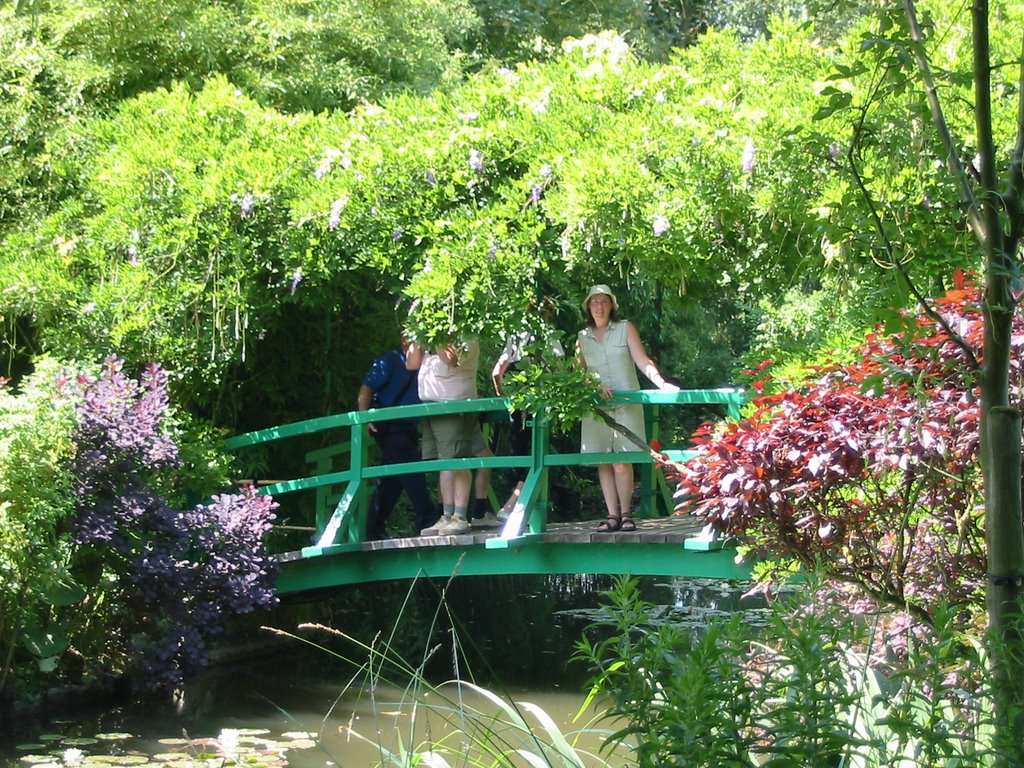
Le pont japonais côté étang

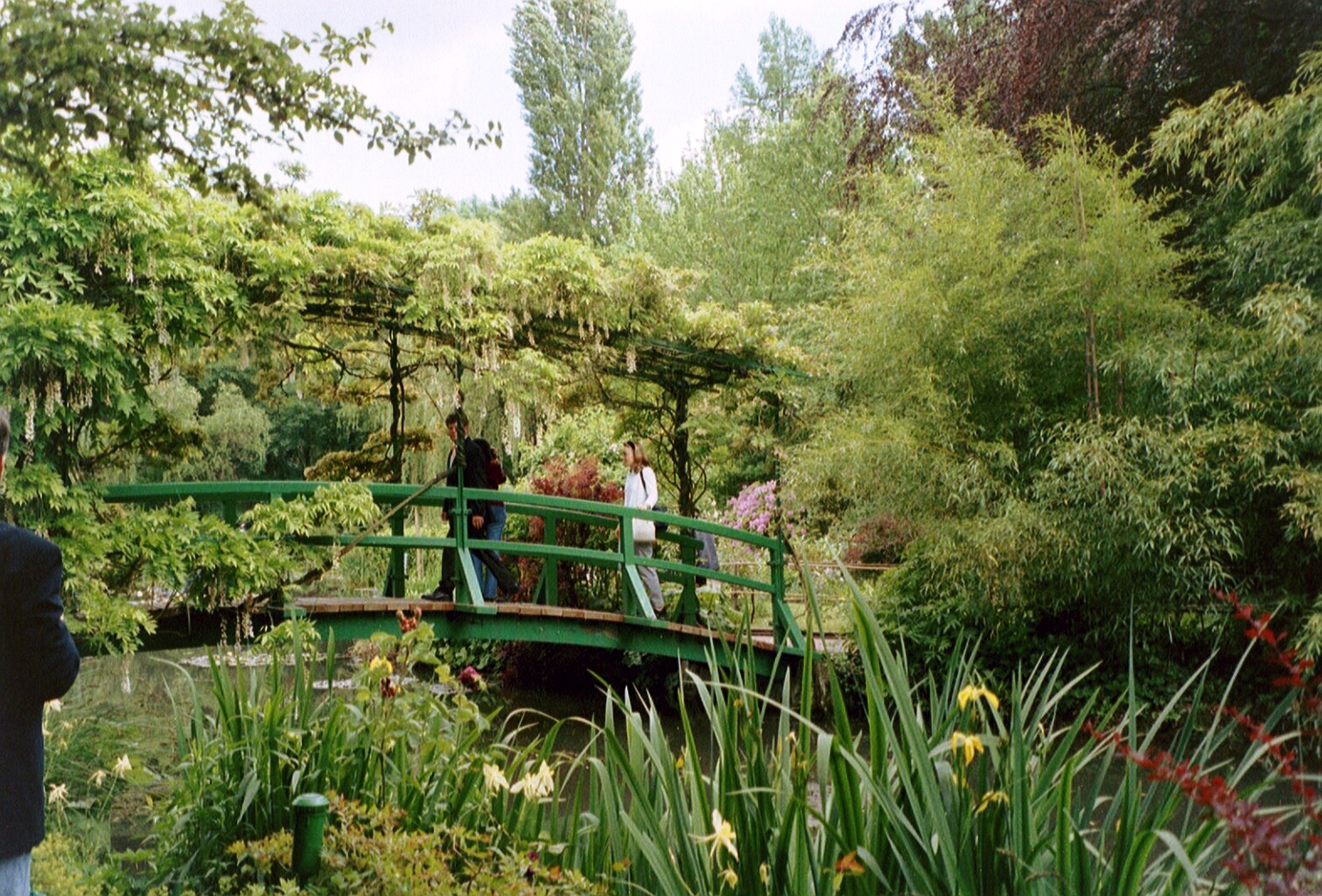
Le pont japonais côté bief

- La maison et les jardins de Claude Monet. Les jardins ont reçu le label « jardin remarquable ».

La propriété fait l’objet d’une inscription au titre des monuments historiques depuis le 6 avril 1976.
- Le musée des impressionnismes Giverny expose les œuvres originales des plus grands noms du courant impressionniste, notamment la colonie de peintres de Giverny et de la vallée de la Seine.
- Le muséum de mécanique naturelle abrite une collection de 130 moteurs anciens[45].
- L'ancien hôtel Baudy et sa roseraie, où se réunissaient les peintres.
- L'église Sainte-Radegonde fait l’objet d’une inscription au titre des monuments historiques depuis le 16 avril 2009[46]. Auparavant, l'abside et le pignon sud étaient inscrits partiellement en date 26 décembre 1927[47].
- La Pierre de Sainte-Radegonde, à proximité ouest de l'église du même nom.
- La stèle des Aviateurs Britanniques se situant également à proximité de l'église[48].
- un buste de Claude Monet[49]

### Patrimoine naturel

#### Site classé
- Giverny – Claude Monet – Confluent de la Seine et de l’Epte  Site classé (1985)[50].

### Personnalités liées à la commune
- Leni Escudero (ou Leny Escudero) (né le 5 novembre 1932, mort le 9 octobre 2015), chanteur, résident du village.
- Gabrielle Bonaventure (1890-1964), peintre, belle-fille de Claude Monet.
- Albert Collignon (1839-1922), avocat et homme de lettres, fut maire de Giverny.
- René Mayer (1895-1972), ancien président du Conseil, ancien ministre, écrivain, maire du village, qui a vécu au hameau de Falaise.
- Claude Monet, peintre impressionniste, y a vécu de 1883 à sa mort, le 5 décembre 1926.
- Jean-Marie Toulgouat (né à Giverny le 15 septembre 1927 - mort à Giverny le 10 janvier 2006), peintre.
- Germain Delavigne (1790-1868), auteur dramatique, né le 11 février 1790 à Giverny.
- Sébastien Lecornu, président du Musée des Impressionnismes.
- David Gallienne, né le 4 octobre 1988 au Mans (Sarthe)[51], le chef étoilé du restaurant le Jardin des Plumes, à Giverny, est le vainqueur de la saison 11 de Top Chef, diffusée sur M6 en 2020.
- Patrick et Isabelle Balkany, anciens maire et premier adjoint de Levallois-Perret, y possèdent une résidence, à cheval entre le 27 et le 78.

### Périphrase désignant Giverny
- Le village des peintres[réf. nécessaire], acte de candidature pour un classement avec la commune voisine de Vernon sur la liste du patrimoine mondial de l'Unesco (octobre 2018).

## Dans les arts

### Musique
- Chris Rea consacre un titre de son album On the Beach (1986) à Giverny

### Littérature
Michel Bussi, deuxième écrivain français en nombre de livres vendus, derrière Guillaume Musso (classement GFK-Le Figaro, 2017) développe l'intrigue de Nymphéas noirs dans le village de Giverny. Ce roman a été le roman policier français le plus primé en 2011.

## Galerie

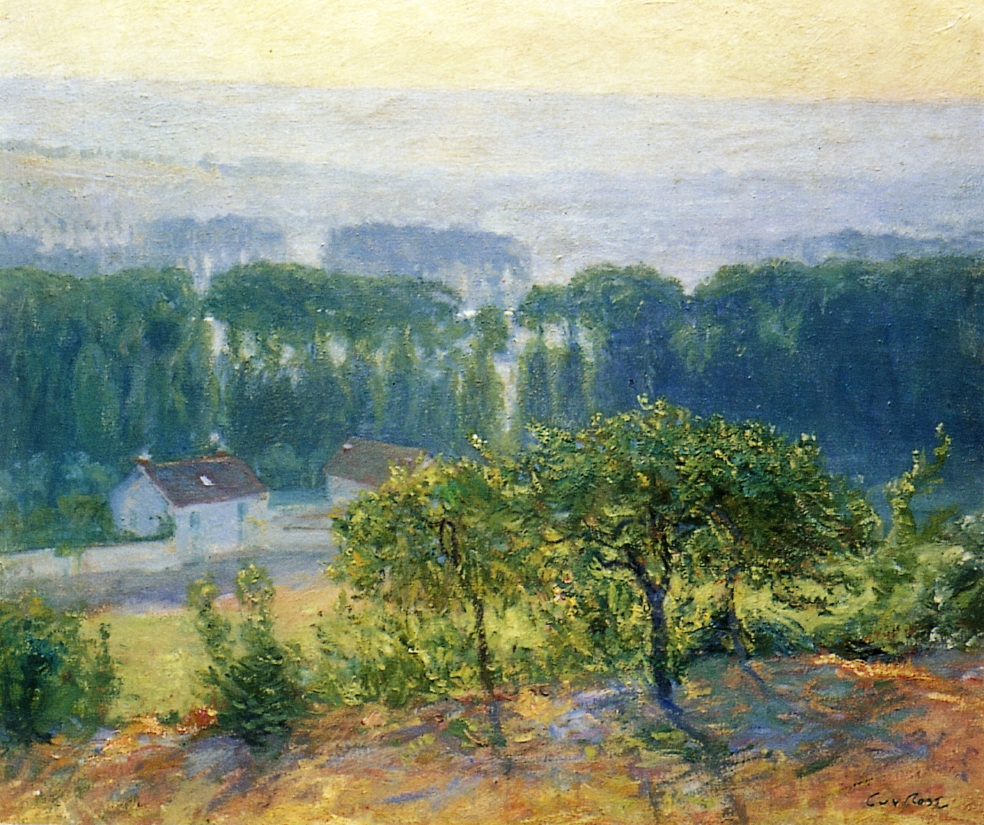
Late Afternoon, Giverny ; Guy Rose, 1910. Musée d'art de San Diego
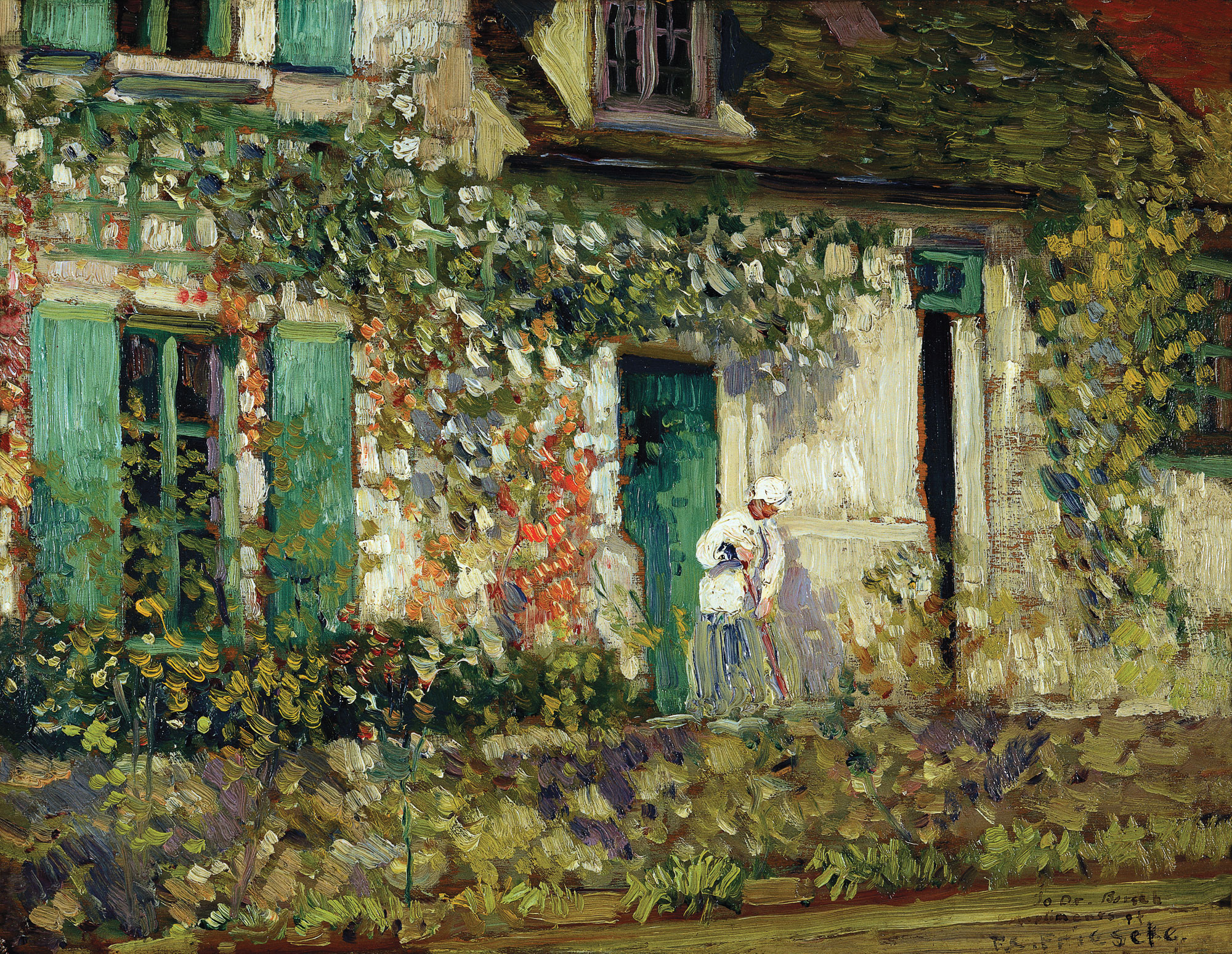
The House in Giverny, Frederick Carl Frieseke, 1912. Collection Carmen Thyssen-Bornemisza, en dépôt au Musée Thyssen-Bornemisza, Madrid
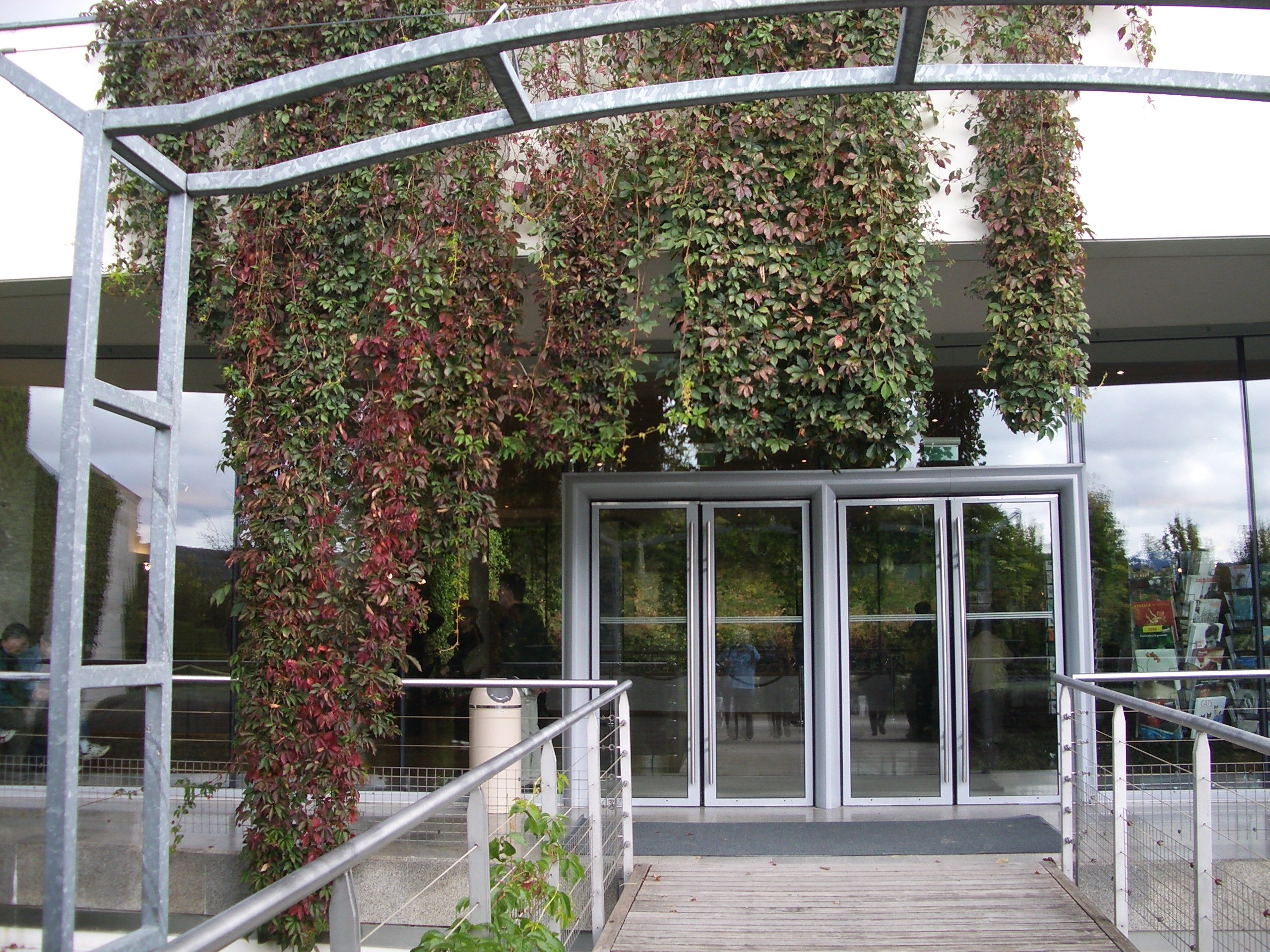
L'entrée du Musée des Impressionnismes
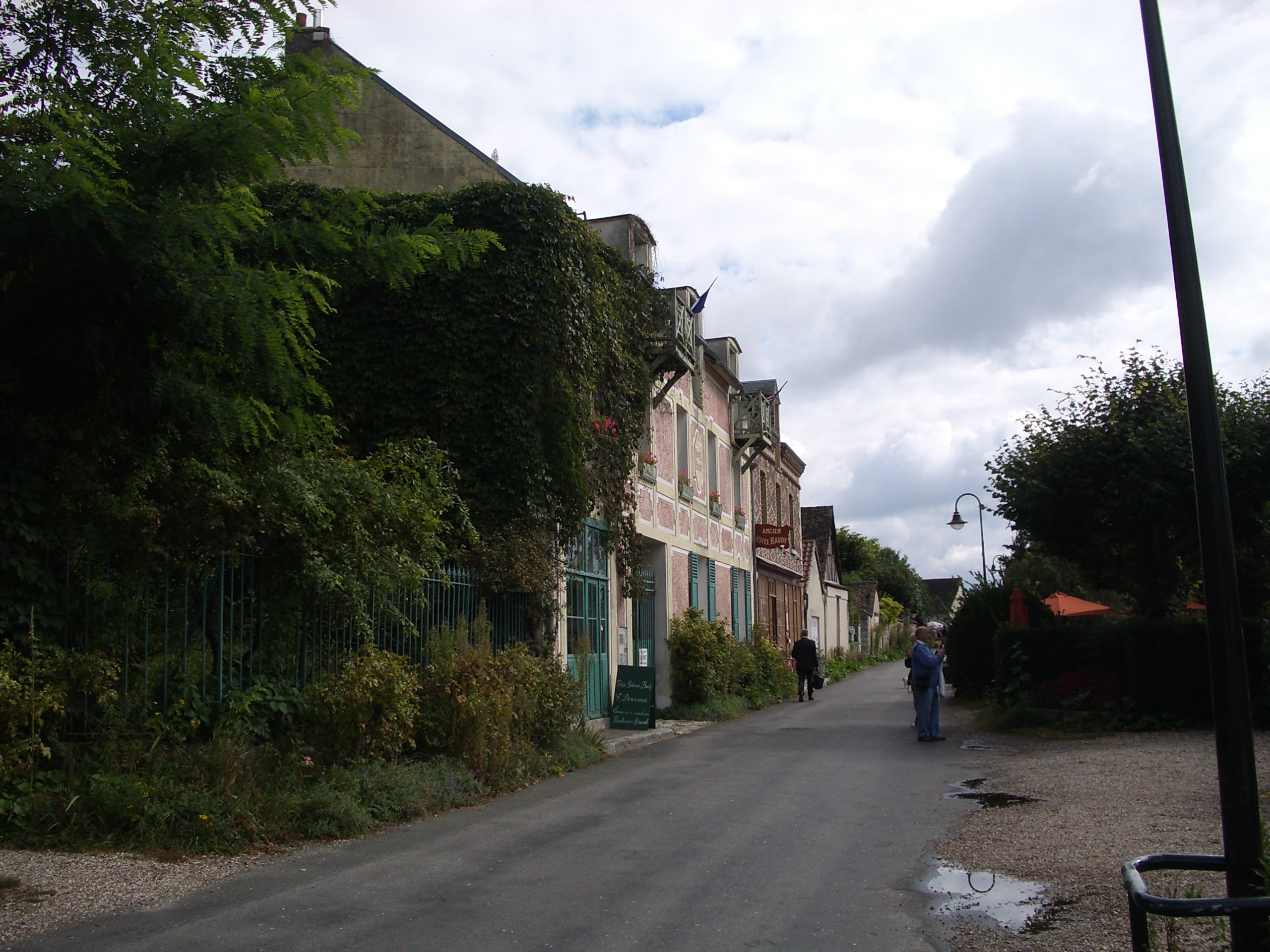
L'hôtel Baudy
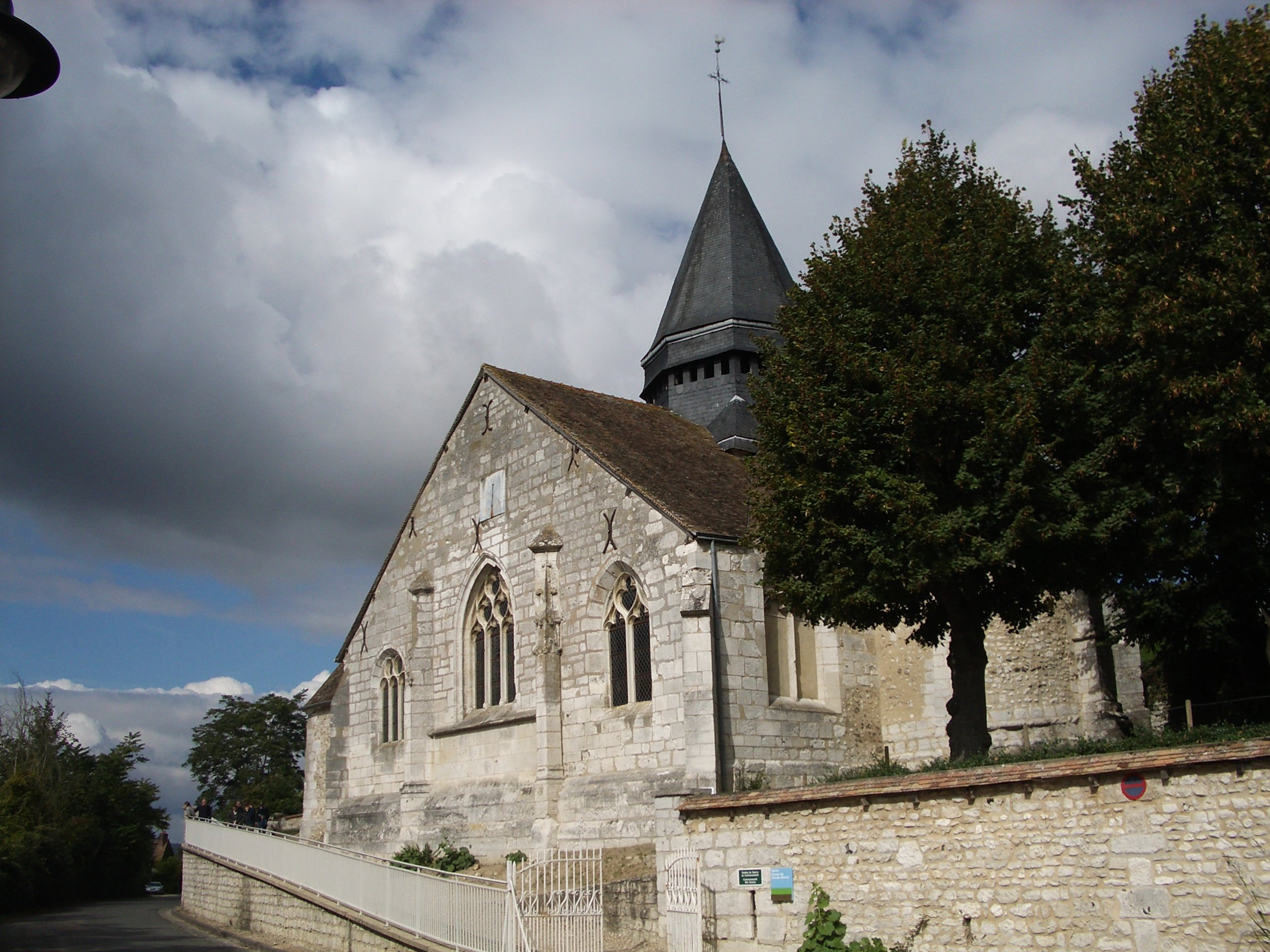
L'église Sainte-Radegonde
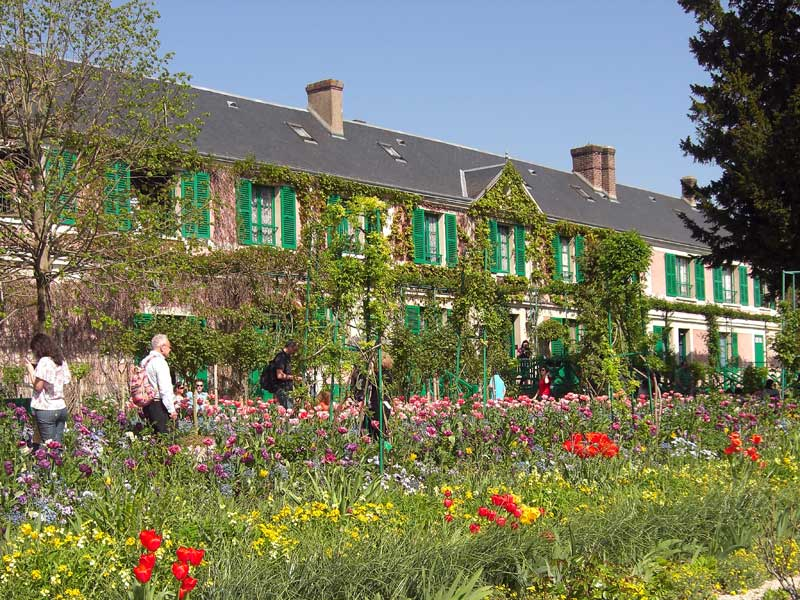
Maison de Claude Monet à Giverny
Nymphéas dans les jardins de Claude Monet